# Serhiy Zhadán
Serhiy Víktorovych Zhadán (en ucraniano: Сергі́й Ві́кторович Жада́н; 23 de agosto de 1974) es un poeta, novelista, ensayista y traductor ucraniano. Nació en Starobilsk en el óblast de Lugansk. Se graduó en la Universidad de Járkov en 1996 y pasó tres años como estudiante graduado de filología. Dio clases de la literatura ucraniana y mundial desde 2000 hasta 2007, cuando se retiró de enseñar. Vive y trabaja en Járkov. 
Zhadán ha traducido poesía del alemán, del inglés, del bielorruso, y del ruso; y de tales poetas como Paul Celan y Charles Bukowski. Sus propias obras han sido traducidas en muchos idiomas, incluido el alemán, el inglés, el polaco, el serbio, el croata, el lituano, el bielorruso, el ruso y el armenio. 
En marzo de 2008, la traducción en ruso de su novela Anarchy in the UKR llegó al shortlist del premio «Superventas nacional» Archivado el 10 de mayo de 2012 en Wayback Machine. y fue candidata para «libro del año» en la Exposición internacional de libros en Moscú. 

## Crítica
La prosa de Zhadán es tan poética, su verso libre tan prosaico. Es difícil asignarle un género a su obra: memorias, diario de viaje, meditación oportuna o intempestiva - o una mezcla de todo estos centrada en los temas de «mi generación» y «nuestra época».

No se pueden resumir las improvisaciones picantes, calientes y feroces de Serhiy Zhadán - esto es jazz verbal. Cuando lo lees, temes por la literatura rusa contemporánea: entre todos los que escriben ahora en el idioma ruso, no hay ninguno que sea tan libre infernamente (y libre sobre todo de una «pose de escritor», de la tendencia a «producir impresión»).

## Obras

### Poesía
- El general Yudas (Генерал Юда), 1995.
- Pepsi (Пепсі), (1998).
- The very best poems, psychedelic stories of fighting and other bullshit: Selected Poems, 1992-2000 (Вибрані поезії), 2000.
- Baladas de la guerra y reconstrucción (Балади про війну і відбудову), 2000.
- La historia de cultura a principios del siglo (Історія культури початку століття), (2003)
- Maradona (Марадона), 2007.
- Etiopía (Ефіопія), 2009.
- Lili Marleen (Лілі Марлен) (2009)
- Heridas de bala y cortadas (Вогнепальні й ножові) (2012)

### Prosa
- Big Mac (Біґ Мак; colección de historias cortas), 2003.
- Depeche Mode (Депеш Мод), 2004.
- Anarchy in the UKR, 2005.
- Himno de la juventud democrática (Гімн демократичної молоді), 2006.
- Voroshylovgrad (Ворошиловград) (2010)
- Mesopotamia (Месопотамія) (2014)

### Compilaciones
- Capital (Капітал), 2006 - incluye todo sino La historia de cultura a principios del siglo, Big Mac y Maradona.

### Poesía antologiada
- Stanislav+2 (Станіслав+2), 2001.
- Tiempo de "Ch" - Versos sobre Chechenia y no sólo (Час `Ч`. Вірші про Чечню і не тільки), 2001.
- No moriremos en París (Ми помрем не в Парижі), 2002.
- La historia de cultura (Історія культури), 2004.
- La Ucrania desconocida (Невідома Україна), 2005.

## Citas
1. ↑  Rostislav Mélnikov, Yuri Tsaplin. Ростислав Мельников, Юрий Цаплин. Noreste del sudoeste: La literatura contemporánea de Járkov, Nueva revista literaria (NLO), 2007, Nº 85 (en ruso)
2. ↑  Kirill Ankudínov, Aventuras en abril, VZGLYAD.RU, 5.06.2008.